# 강음 단씨
강음 단씨(江陰段氏)는 한국의 성씨이다.
단만리(段萬里)의 아들 단희상(段希詳)이 명나라 참정(參政)에 임명되어 1597년(조선 선조 30) 정유재란 때 원병을 이끌고 조선에 와서 풍양 조씨 조익보의 딸과 혼인하여 평양에 머물러 살게 되어 그를 중시조로 한다.

## 시조
시조는 단일하(段一河)이다. 강음단씨 세계(世系)에 의하면 그는 1509년(조선 중종4) 문과에 장원급제하여 내원직각(內院直閣)에 올랐으며, 그의 아들 재성(載聖)은 1522년에 문과에 장원하여 기주(冀州) 안렴사(按廉使)를 지냈다고 한다.
그후 일하(一河)의 현손(玄孫) 희상(希詳)이 명나라 참정(參政)에 입명되어 1597년(선조 30) 원병(援兵)을 이끌고 총병장(摠兵將)으로 조선에 건너온 아버지 단만리(段萬里)를 따라 동래하여 평양(平壤)에 정착(定着), 풍양 조씨(豊壤趙氏) 익보(益輔)의 딸과 혼인하고 우리나라에 머물러 살게 되어 동래조(東來祖)로 받들고 있다. 후손들은 화산군(花山君)으로 추봉된 단만리를 중시조로 삼고 있다. 화산은 황해도 강음현(현 금천군)의 별칭이다. 그래서 후손들이 강음을 본관으로 삼았다.

## 본관
본관 강음은 황해북도 금천군(金川郡)에 있었던 옛 지명이다. 본래 고구려의 굴압현이다. 삼국통일 후 757년(경덕왕 16)에 강서현(혹은 강음현)으로 개칭했다. 1413년에 강음현이 되었으나 1651년에 우봉현과 합쳐 금천군으로 승격되었다. 별호는 화산(花山)이었다.

## 인물
단희상(希詳)의 아들 사량(仕良)이 부조(父祖)의 공훈(功勳)으로 좌랑(佐郞)이 되었고, 손자 모동(慕東)은 종사랑(從仕郞)에 올라 가세(家勢)를 일으켰다.
그후 희상의 현손(玄孫)인 오성(五星)이 조선 영조(英祖) 때 가선대부(嘉善大夫)로 동지중추부사(同知中樞府事)를 역임한 후 슬하에 태형(兌炯)·진형(震炯) 형제를 두어 강음 단씨의 양대산맥을 이루게 하였는데, 맏아들 태형은 통훈대부(通訓大夫)로 군자감정(軍資監正)을 역임하여 공조 참의(工曹參議)에 오른 아들 붕서(鵬瑞)와 함께 명성을 떨쳤다.
그밖의 인물로는 공조참판(工曹參判)겸 오위도총부 부총관을 지낸 단복현(段福顯)과 그의 아들 단기완(段基完)도 유명하다. 단복현은 경기도 고양군, 단기완은 용인 등지로 퍼져 살게 되었다. 의금부도사 단윤호(段潤浩)는 한말에 내장원 통신감을 역임한 단동주(段東柱)와 함께 가문을 빛냈다.

### 현대 인물
- 단사천(段泗川, 1914년 ~ 2001년) : 한국제지, 해성산업, 계양전기, 한국패키지, 우영엔지니어링 등 5개 계열사를 가진 해성그룹  회장. 황해도 해주 출신인 단 회장은 19세 때 단신으로 월남한 뒤 23세 때 해성직물을 설립해 사업에 뛰어든 대표적‘월남 창업 1세대’기업인이다. 그는 해성문화재단과 해성학원을 설립하기도 했다.

## 과거 급제자
강음 단씨는 조선시대 무과 급제자 2명을 배출하였다.
무과
- 단태휘(段泰輝, 1705년생) : 조선 영조 1년(1725) 을사(乙巳) 증광시(增廣試) 병과(丙科) 96위
- 단광규(段光奎, 1782년생) : 조선 순조 13년(1813년) 계유(癸酉) 증광시(增廣試) 병과(丙科) 39위

## 항렬자
9世 현(顯), 10世 기(基), 11世 치(致), 12世 호(鎬), 13世 주(柱), 14世 희(熙), 15世 배(培) 수(壽), 16世 호(鎬), 17世 택(澤)

## 인구
대한민국 통계청 인구 조사 결과 남한에 강음 단씨는 1985년 720명, 2000년에는 587명으로 조사되었다. 15년 만에 인구가 오히려 줄었다. 2000년 인구 분포는 서울 262명, 부산 16명, 대구 5명, 인천 42명, 대전 14명, 울산 5명, 경기 198명, 강원 7명, 충북 3명, 충남 22명, 전북 1명, 전남 2명, 경북 5명, 경남 5명이다.

## 같이 보기
- 영양 천씨
- 절강 편씨
- 절강 장씨
- 상곡 마씨
- 소주 가씨